# Juan Pablo Ficovich
Juan Pablo Ficovich (* 24. Januar 1997 in Buenos Aires) ist ein argentinischer Tennisspieler.

## Karriere
Auf der Tour der Junioren spielte Ficovich bis 2015 und kam dort bis auf Platz 150 in der dazugehörigen Rangliste. Sein bestes Abschneiden bei einem Grand-Slam-Turnier war das Erreichen des Viertelfinals bei den French Open 2015, wo er Corentin Denolly unterlag.
In seinem Premierenjahr auf der Profitour erreichte Ficovich 2014 sein erstes Finale auf der drittklassigen ITF Future Tour. Außerdem gelang ihm in Montevideo sein erster Finaleinzug auf der ATP Challenger Tour. Das Jahr schloss er auf Platz 664 der Tennisweltrangliste ab. Nach einem schwächeren Jahr 2015, gewann er 2016 seine ersten Futuretitel jeweils im Einzel und Doppel. 2017 und 2018 kamen im Einzel je zwei Titel hinzu, im Doppel ebenfalls zwei im Jahr 2018.
Nachdem er 2017 die Top 400 geknackt hatte, stieg er Ende 2019 bis auf Platz 237, seine bis dahin höchste Platzierung. Neben vier Futures, die er gewann, gelangen ihm erstmals auch Erfolge bei Challengers. In Buenos Aires erreichte er das erste Mal ein Viertelfinale. Eine Woche später kam er ohne Satzverlust überraschend bis ins Finale von Campinas. Dort unterlag er dem Peruaner Juan Pablo Varillas, der ebenfalls überraschend das Finale erreicht hatte. Nachdem er in Lima und Champain abermals je das Viertelfinale erreicht hatte, zog der Argentinier im Februar 2020 in Morelos das zweite Mal in seiner Karriere in ein Challenger-Finale ein. Diesmal musste er in jedem seiner Matches über die volle Distanz von drei Sätzen gehen. Der Österreicher Jurij Rodionov behielt im Endspiel die Oberhand. Zu seinem bislang einzigen Auftritt auf der ATP Tour kam Ficovich zwei Wochen zuvor beim Turnier in Córdoba, wo er über die Qualifikation den Weg ins Hauptfeld fand. In der ersten Runde unterlag er dort Gianluca Mager aus Italien. Auch im Doppel verlor er dort zum Auftakt. Seine Höchstposition in der Rangliste konnte er am 2. März auf Platz 198 im Einzel verbessern.

## Erfolge
| Legende (Anzahl der Siege) |
| Grand Slam                 |
| ATP Finals                 |
| ATP Tour Masters 1000      |
| ATP Tour 500               |
| ATP Tour 250               |
| ATP Challenger Tour (3)    |

### Einzel

#### Turniersiege
| Nr. | Datum              | Turnier   | Belag | Finalgegner     | Ergebnis |
| --- | ------------------ | --------- | ----- | --------------- | -------- |
| 1.  | 5. Dezember 2021   | São Paulo | Sand  | Luciano Darderi | 6:3, 7:5 |
| 2.  | 10. Juli 2022      | Bogotá    | Sand  | Gerald Melzer   | 6:1, 6:2 |
| 3.  | 22. September 2024 | Cali      | Sand  | Gonzalo Bueno   | 6:1, 6:4 |